# Isotopes de l'hydrogène

Le protium, l'isotope le plus commun de hydrogène, constitué d'un proton et d'un électron. Cas unique, c'est le seul isotope stable sans neutron.

On connaît sept isotopes de l'hydrogène (H, numéro atomique 1). Trois sont naturels, 1H, 2H et 3H. Les quatre autres, 4H, 5H, 6H et 7H, sont particulièrement instables (c'est-à-dire, de très courte demi-vie), ils  ont été synthétisés au laboratoire mais jamais observés dans la nature,.
L'hydrogène est le seul élément disposant de noms et de symboles différents pour ses différents isotopes, encore en usage de nos jours. L'isotope 2H (ou H-2) est ainsi appelé « deutérium » (symbole D), et l'isotope 3H (ou H-3) « tritium » (symbole T). L'IUPAC, si elle en reconnaît l'usage, ne le recommande cependant pas. L'isotope le plus commun de l'hydrogène, sans neutron, est parfois appelé « protium ». Au cours des premières études sur la radioactivité, on donna aussi des noms aux isotopes lourds de l'hydrogène, mais ces noms ne sont plus usités.

## Muonium
Le muonium, Mu, est composé d'un électron et d'un antimuon. Le muonium a des propriétés chimiques qui le rapprochent d'un atome d'hydrogène et peut être considéré comme l'isotope le plus léger de l'hydrogène, noté 0.11H,.

## Hydrogène 1 (protium)
1H est l’isotope le plus commun de l’hydrogène, son abondance atteignant 99,98 %. Comme son noyau est constitué d'un seul proton, il est parfois, mais plutôt rarement, appelé « protium ». En revanche l'ion H+, obtenu par la perte de l'unique électron de 1H, et donc formellement constitué uniquement d'un proton, est très couramment appelé « proton » et donne son nom à des réactions (protonation/déprotonation) ou des caractéristiques (solvant protique) impliquant un ion H+.

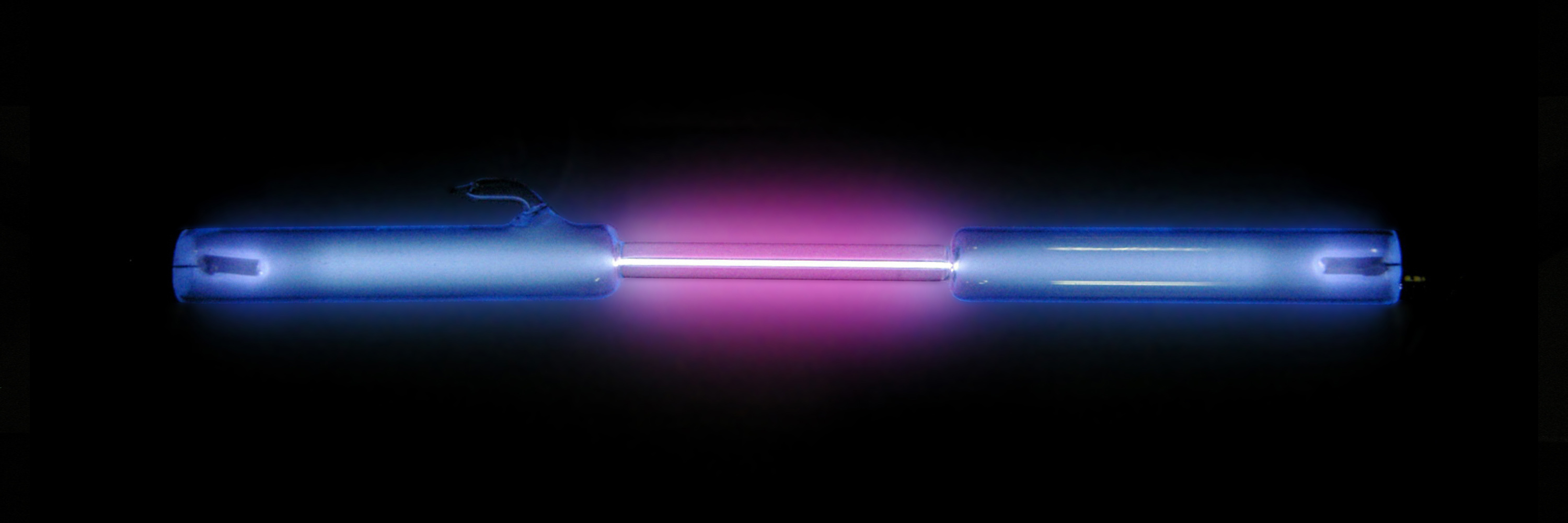
Tube à gaz contenant du protium.

La désintégration du proton est encore hypothétique, sa demi-vie est supérieure à 1034 ans

## Hydrogène 2 (deutérium)

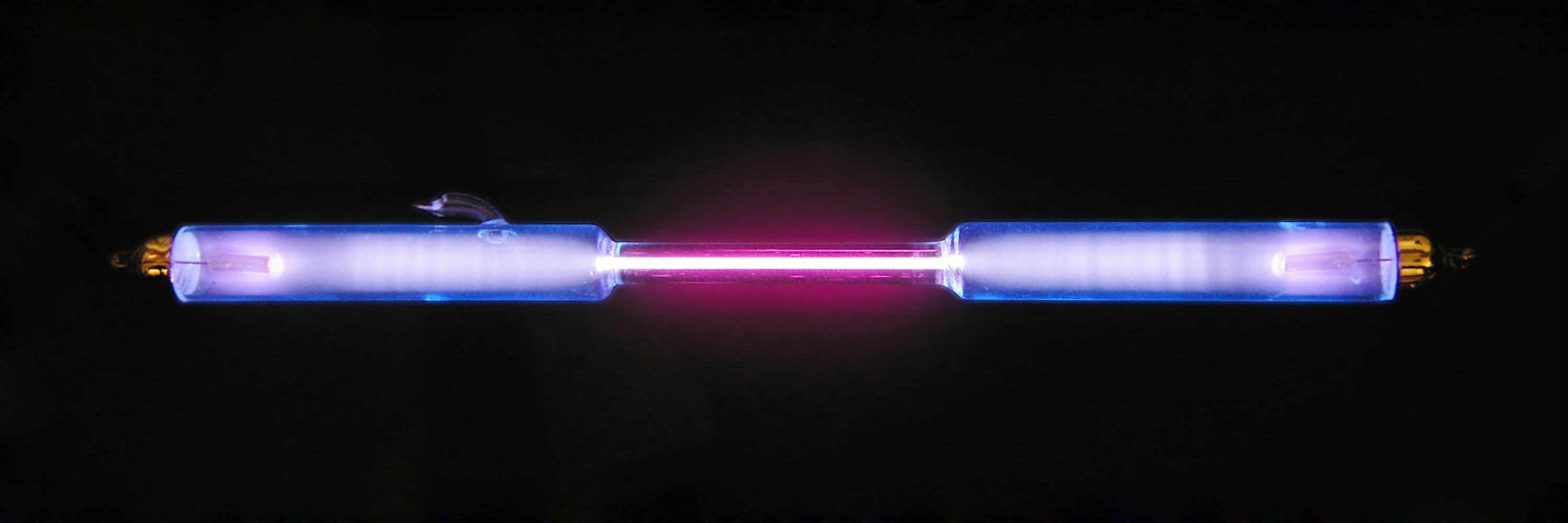
Tube à gaz contenant du deutérium.

2H, l'autre isotope stable de l'hydrogène, connu sous le nom de deutérium possède un noyau constitué d'un proton et d'un neutron. L'abondance atomique sur Terre du deutérium est comprise entre 0,0026 et 0,0184 %, le nombre le plus bas correspondant au nombre trouvé dans le dihydrogène gazeux, le plus élevé dans un environnement enrichi (0,015 % ou 150 ppm) comme l'eau de mer. Le deutérium n'est pas radioactif et ne représente pas un danger significatif en termes de toxicité. L'eau enrichie en molécules contenant du deutérium à la place d'atomes « normaux » d'hydrogène est appelée eau lourde. Le deutérium et ses composés sont utilisés comme marqueurs non-radioactifs dans des expériences de chimie et comme solvants pour la spectroscopie RMN du proton. L'eau lourde est, elle, utilisée comme modérateur de neutrons et liquide de refroidissement dans les réacteurs nucléaires. Le deutérium est aussi un possible combustible dans le cadre de la fusion nucléaire.

## Hydrogène 3 (tritium)
3H connu sous le nom de tritium possède un noyau constitué d'un proton et de deux neutrons. C'est un élément radioactif qui se désintègre en hélium 3 par désintégration β− avec une demi-vie de 12,32 ans. De petites quantités de tritium sont naturellement présentes à cause de l'interaction entre les rayons cosmiques et les gaz atmosphériques. Du tritium a aussi été relâché lors d'essais d'armes nucléaires. Le tritium est utilisé dans des armes thermonucléaires, comme traceur en géologie isotopique et dans certains dispositifs d'éclairage autoalimentés.

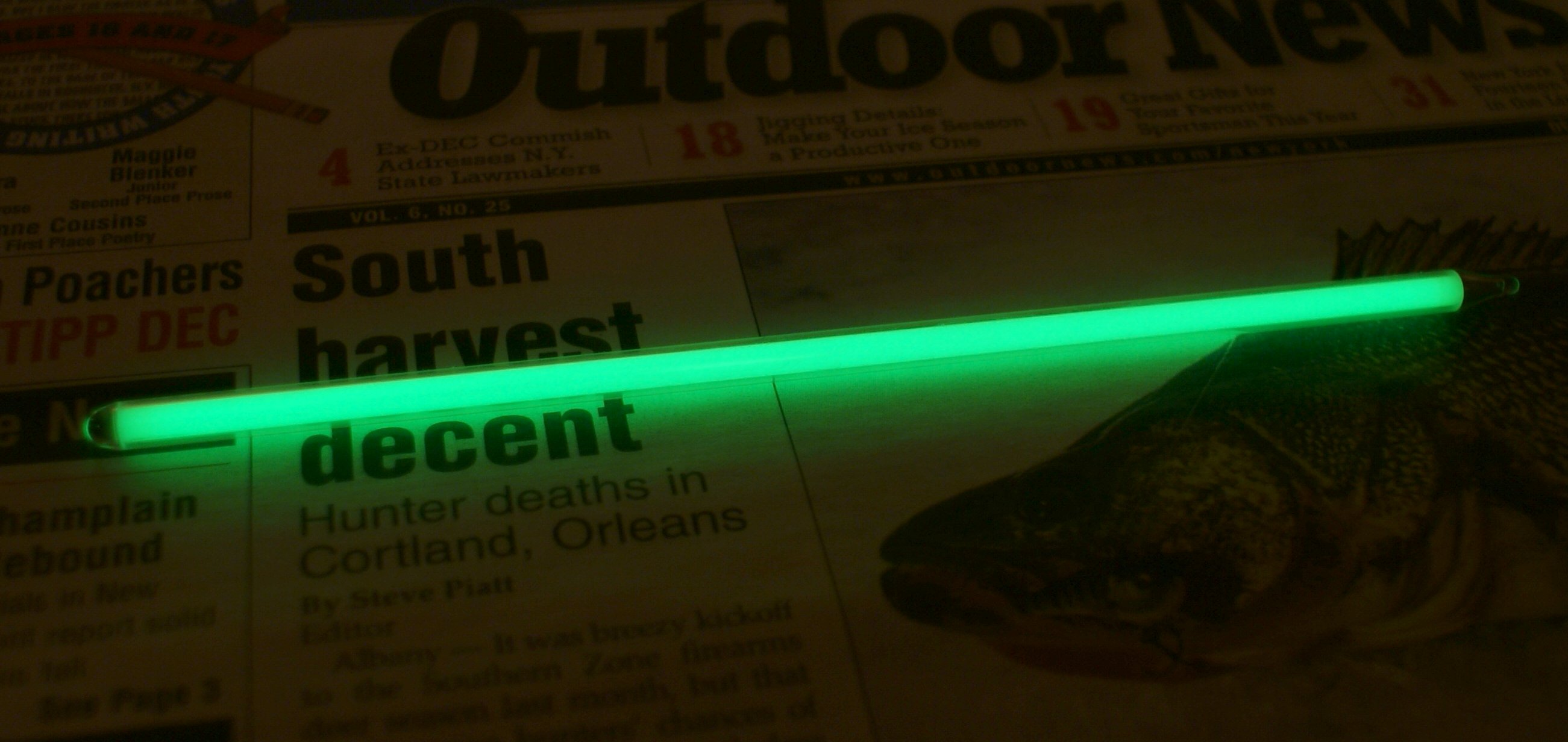
Tube radioluminescent utilisant du tritium.

La méthode la plus commune pour produire du tritium consiste à bombarder un isotope naturel du lithium, le lithium 6, avec des neutrons dans un réacteur nucléaire.
Le tritium était autrefois utilisé couramment comme marqueur en chimie et en biologie (mais son usage est devenu moins courant). La fusion nucléaire D-T utilise le tritium comme réactif principal avec du deutérium, libérant de l'énergie par la perte de masse quand les deux noyaux fusionnent à très haute température.

## Hydrogène 4 (quadrium)
4H, parfois appelé quadrium, possède un noyau constitué d'un proton et de trois neutrons. C'est un isotope de l'hydrogène hautement instable qui a été synthétisé en laboratoire en bombardant du tritium avec des noyaux rapides de deutérium. Dans cette expérience, le noyau de tritium capture un neutron du noyau rapide de deutérium. La présence d'hydrogène 4 a été déduite par la détection de l'émission de protons. Sa masse atomique est de 4,02781 ± 0,00011. Il se désintègre par émission de neutron avec une demi-vie de (1,39 ± 0,10)×10−22 secondes.

## Hydrogène 4.1 (hélium muonique)
L'hélium muonique (4.1H) a été créé en substituant un électron de l'hélium 4 par un muon, le muon orbitant plus près du noyau que l'électron. L'hélium muonique peut ainsi être vu comme un isotope de l'hydrogène dont le noyau est constitué de deux neutrons, deux protons et un muon, un seul électron orbitant autour du noyau. L'hydrogène 4.1 peut se lier avec d'autres atomes et agit donc plus comme un atome d'hydrogène qu'un atome d'hélium, inerte.

## Hydrogène 5
5H est un isotope hautement instable de l'hydrogène. Son noyau est constitué d'un proton et de quatre neutrons. Il a été synthétisé en laboratoire en bombardant du tritium par des noyaux rapides de tritium,. Dans cette expérience, un noyau de tritium capture deux neutrons d'un autre noyau et devient donc un noyau à quatre neutrons. Le proton restant peut être détecté, prouvant par déduction l’existence d'hydrogène 5. Il se désintègre par double émission de neutron et sa demi-vie est d'au moins 9,1 × 10−22 secondes.

## Hydrogène 6
6H est un isotope hautement instable de l'hydrogène. Son noyau est constitué d'un proton et de cinq neutrons. Il se désintègre par triple émission de neutron et sa demi-vie est de 2,90 × 10−22 secondes

## Hydrogène 7
7H est l'isotope connu dont le rapport des nombres de neutrons et de protons est le plus élevé (N/Z = 6). C'est aussi le nucléide ayant la plus petite demi-vie connue, (2,3 ± 0,6) × 10−23 s. Il se décompose en tritium 3H et quatre neutrons.
Il a été synthétisé pour la première fois en 2003 par un groupe de scientifiques russes, japonais et français au RIKEN, en bombardant de l'hydrogène avec des atomes d'hélium 8. Par cette réaction, les six neutrons de l'hélium 8 sont donnés au noyau d'hydrogène. Ce sont les deux protons restants qui ont été détectés par le « télescope RIKEN », un dispositif constitué de plusieurs couches de capteurs positionnés entre la cible et le rayon RI du cyclotron.
La réalité de l'existence, bien qu'extrêmement fugace, de l'hydrogène 7, a été confirmée en 2007 par l'observation d'une résonance nucléaire. Cette expérience a été réalisée au GANIL, en France, en bombardant une cible de carbone 12 par du carbone 13, produisant ainsi un faisceau d'atomes d'hélium 8, dont quelques-uns ont réagi avec le carbone 12 du gaz ambiant (du butane C4H10) suivant la réaction 8
2He + 12
6C ⟶ 7
1H + 13
7N.

## Table des isotopes
| Symbole | Z | N | Masse atomique (u) | Demi-vie                      | Mode(s) de désintégration | Isotope(s)-fils | Spin nucléaire et parité | Composition isotopique représentative (fraction molaire) | Gamme de variation naturelle (fraction molaire) |
| ------- | - | - | ------------------ | ----------------------------- | ------------------------- | --------------- | ------------------------ | -------------------------------------------------------- | ----------------------------------------------- |
| 0.11H   | 0 | 0 | 0,113              |                               |                           |                 |                          |                                                          |                                                 |
| 1H      | 1 | 0 | 1,00782503207(10)  | Stable,                       | Stable,                   | Stable,         | 1⁄2+                     | 0,999885(70)                                             | 0,999816–0,999974                               |
| 2H      | 1 | 1 | 2,0141017778(4)    | Stable                        | Stable                    | Stable          | 1+                       | 0,000115(70)                                             | 0,000026–0,000184                               |
| 3H      | 1 | 2 | 3,0160492777(25)   | 12,32(2) an                   | β−                        | 3He             | 1⁄2+                     | Trace                                                    |                                                 |
| 4H      | 1 | 3 | 4,027 81(11)       | 1,39(10)×10-22 s [4,6(9) MeV] | n                         | 3H              | 2−                       |                                                          |                                                 |
| 4.1H    | 2 | 2 | 4,116              |                               |                           |                 |                          |                                                          |                                                 |
| 5H      | 1 | 4 | 5,035 31(11)       | >9,1×10-22 s ?                | n                         | 4H              | (1⁄2+)                   |                                                          |                                                 |
| 6H      | 1 | 5 | 6,044 94(28)       | 2,90(70)×10-22 s [1,6(4) MeV] | 3n                        | 3H              | 2−#                      |                                                          |                                                 |
| 6H      | 1 | 5 | 6,044 94(28)       | 2,90(70)×10-22 s [1,6(4) MeV] | 4n                        | 2H              | 2−#                      |                                                          |                                                 |
| 7H      | 1 | 6 | 7,052 75(108)#     | 2,3(6)×10-23 s# [20(5) MeV]#  | 4n                        | 3H              | 1⁄2+#                    |                                                          |                                                 |

1. ↑  Isotopes stables en gras.
2. ↑  Plus grande que 6,6×1033 années. Voir désintégration du proton.
3. ↑  1H et 3He sont les seuls isotopes stables avec plus de protons que de neutrons.
4. ↑  Produit pendant la nucléosynthèse primordiale.
5. ↑  L'hydrogène en bouteille à une abondance en 2H plus basse que 3,2×10-5 (fraction molaire).
6. ↑  Produit pendant la nucléosynthèse primordiale, mais plus primordial, car tous les atomes ainsi produits ont été désintégrés en 3He.
7. ↑  Isotope cosmogénique.

### Remarques
- Les valeurs marquées # ne sont pas purement dérivées des données expérimentales, mais aussi au moins en partie à partir des tendances systématiques. Les spins avec des arguments d'affectation faibles sont entre parenthèses.
- Les incertitudes sont données de façon concise entre parenthèses après la décimale correspondante. Les valeurs d'incertitude dénotent un écart-type, à l'exception de la composition isotopique et de la masse atomique standard de l'UICPA qui utilisent des incertitudes élargies.

### Sources
Masse des isotopes depuis :
- (en) G. Audi, A. H. Wapstra, C. Thibault, J. Blachot and O. Bersillon, « The NUBASE evaluation of nuclear and decay properties », Nuclear Physics A, vol. 729,‎ 2003, p. 3–128 (DOI 10.1016/j.nuclphysa.2003.11.001, Bibcode 2003NuPhA.729....3A, lire en ligne [archive du 23 septembre 2008])

Compositions isotopiques et masses atomiques standards :
- (en) J. R. de Laeter, J. K. Böhlke, P. De Bièvre, H. Hidaka, H. S. Peiser, K. J. R. Rosman and P. D. P. Taylor, « Atomic weights of the elements. Review 2000 (IUPAC Technical Report) », Pure and Applied Chemistry, vol. 75, no 6,‎ 2003, p. 683–800 (DOI 10.1351/pac200375060683, lire en ligne)
- (en) M. E. Wieser, « Atomic weights of the elements 2005 (IUPAC Technical Report) », Pure and Applied Chemistry, vol. 78, no 11,‎ 2006, p. 2051–2066 (DOI 10.1351/pac200678112051, résumé, lire en ligne)

Demi-vie, spin et données sur les isomères : 
- (en) G. Audi, A. H. Wapstra, C. Thibault, J. Blachot and O. Bersillon, « The NUBASE evaluation of nuclear and decay properties », Nuclear Physics A, vol. 729,‎ 2003, p. 3–128 (DOI 10.1016/j.nuclphysa.2003.11.001, Bibcode 2003NuPhA.729....3A, lire en ligne [archive du 23 septembre 2008])
- (en) National Nuclear Data Center, « NuDat 2.1 database », Brookhaven National Laboratory (consulté en septembre 2005)
- (en) N. E. Holden et D. R. Lide (dir.), CRC Handbook of Chemistry and Physics, CRC Press, 2004, 85e éd., 2712 p. (ISBN 978-0-8493-0485-9, lire en ligne), « Table of the Isotopes », Section 11